# Eriocaulon kunmingense
Eriocaulon kunmingense är en gräsväxtart som beskrevs av Z.X.Zhang. Eriocaulon kunmingense ingår i släktet Eriocaulon och familjen Eriocaulaceae. Inga underarter finns listade i Catalogue of Life.